# Kareem Rush
Kareem Lamar Rush (Kansas City, Misuri, 30 de octubre de 1980) es un exjugador de baloncesto estadounidense.

## Trayectoria deportiva

### Universidad
Rush estuvo a punto de estudiar en la prestigiosa UCLA, pero, debido a un incumplimiento de las normas de la NCAA cometido por su hermano mayor JaRon -que reconoció haber recibido dinero y regalos por un particular cuando jugaba en la escuela secundaria-, los Bruins desistieron en su idea de reclutarlo. Por lo tanto aceptó ir a la universidad de su estado, la Universidad de Misuri, donde durante tres temporadas con los Missouri Tigers promedió unos buenos números: 18,9 puntos, 5,4 rebotes y 2,1 asistencias.

### Profesional
Tras su etapa universitaria, recorrió todo el país participando en innumerables campus de verano de diferentes equipos de la NBA. A pesar de las buenas sensaciones que mostró, y de sus buenos números en Misuri, no fue elegido hasta el puesto 20 del Draft de la NBA de 2002 por Toronto Raptors, por detrás de hombres que terminaron jugando en Europa, como Nikoloz Tskitishvili o Curtis Borchardt. Los Angeles Lakers se movieron rápido, y consiguieron el traspaso de sus derechos a cambio de su elección en el draft, Chris Jefferies, donde daría minutos de descanso a la estrella Kobe Bryant. En su primera temporada se convertiría en un especialista tirador, promediando 3,0 puntos por partido en apenas 11,5 minutos de juego.
Su momento de gloria llegaría a la temporada siguiente. Se disputaba el sexto partido de las finales de la Conferencia Oeste en el Staples Center. Minnesota Timberwolves se presentaban con un 3-2 en contra, pero dispuestos a dar la vuelta a la eliminatoria. Y fue cuando surgió la figura de Rush. En una serie impresionante de lanzamientos, anotó 6 triples consecutivos, fallando el séptimo, pero el partido ya estaba decidido.
Comenzada la temporada 2005-06 fue traspasado a Charlotte Bobcats, una franquicia en expansión en la cual podría conseguir los minutos que le faltaron en los Lakers. Promedió unos prometedores 11,5 puntos por partido hasta que en marzo cayó lesionado, terminando la temporada prematuramente. Al año siguiente sus cifras bajaron drásticamente, debido principalmente a la fuerte competencia en el equipo, hasta que en abril fue cortado por los Bobcats.
Tras un fallido intento de firmar por Seattle Supersonics debido a una lesión, tomó la decisión de aceptar una oferta de Europa en enero de 2007, concretamente del Lietuvos Rytas de la liga lituana, donde jugó una buena temporada, siendo nombrado MVP del All Star lituano ese año.
Regresó a su país y jugó en la NBA Summer League con los Indiana Pacers, siendo luego contratado por la franquicia, que necesitaba un tirador. Esa temporada jugaría 71 partidos. 
Aquella sería su última experiencia como un jugador regular de rol en la NBA, pasando los siguientes dos años en los Philadelphia 76ers y Los Angeles Clippers con poca participación en la liga. Una lesión en su rodilla derecha sufrida en noviembre de 2009 aceleró la finalización de su carrera en la NBA.
Intentó volver a jugar en marzo de 2012, firmando un contrato con Los Angeles D-Fenders de la NBA Development League. Sin embargo sólo actuó en 7 partidos con el equipo. Luego de ello jugaría la temporada 2012-13 de la ABA con Los Angeles Slam, antes de retornar a los D-Fenders en noviembre de 2013, esta vez para jugar 12 partidos.
En el verano de 2017 reapareció jugando en la temporada inaugural del BIG3 como miembro de los 3 Headed Monsters, equipo en el que también estaban Gary Payton, Rashard Lewis, Jason Williams y Mahmoud Abdul-Rauf.
En enero de 2018 se incorporó a los Kansas City Tornadoes para disputar la temporada inicial de la North America Premier Basketball. Su hermano JaRon se desempeñó como parte del cuerpo de entrenadores del equipo. 

## Estadísticas

### Temporada regular
| Año     | Equipo      | PJ  | PT | MPP  | %TC  | %3P  | %TL   | RPP | APP | ROB | TPP | PPP  |
| ------- | ----------- | --- | -- | ---- | ---- | ---- | ----- | --- | --- | --- | --- | ---- |
| 2002–03 | Los Angeles | 76  | 0  | 11.5 | .393 | .279 | .696  | 1.2 | .9  | .1  | .1  | 3.0  |
| 2003–04 | Los Angeles | 72  | 15 | 17.3 | .440 | .348 | .596  | 1.3 | .8  | .5  | .3  | 6.4  |
| 2004–05 | Los Angeles | 14  | 0  | 6.5  | .200 | .200 | 1.000 | .7  | .2  | .1  | .1  | .9   |
| 2004–05 | Charlotte   | 34  | 22 | 25.8 | .396 | .386 | .761  | 2.3 | 1.9 | .5  | .2  | 11.5 |
| 2005–06 | Charlotte   | 47  | 25 | 23.6 | .386 | .348 | .714  | 2.2 | 1.1 | .8  | .3  | 10.1 |
| 2007–08 | Indiana     | 71  | 15 | 21.2 | .401 | .389 | .714  | 2.4 | 1.3 | .6  | .3  | 8.3  |
| Total   |             | 314 | 77 | 18.2 | .402 | .360 | .698  | 1.8 | 1.1 | .5  | .2  | 6.8  |

### Playoffs
| Año     | Equipo      | PJ | PT | MPP  | %TC  | %3P  | %TL   | RPP | APP | ROB | TPP | PPP |
| ------- | ----------- | -- | -- | ---- | ---- | ---- | ----- | --- | --- | --- | --- | --- |
| 2002–03 | Los Ángeles | 9  | 0  | 7.1  | .379 | .364 | 1.000 | .3  | .2  | .1  | .0  | 3.3 |
| 2003–04 | Los Ángeles | 22 | 0  | 14.3 | .385 | .400 | .667  | .7  | .8  | .4  | .1  | 3.7 |
| Total   |             | 31 | 0  | 12.2 | .383 | .393 | .857  | .6  | .6  | .3  | .1  | 3.6 |

## Vida privada
Tiene dos hermanos que también se dedicaron al baloncesto: JaRon Rush -que jugó brevemente en ligas menores estadounidenses y luego se convirtió en entrenador- y Brandon Rush -que jugó nueve temporadas en la NBA-. El documental The Rush Brothers, producido por DirecTV en 2015, narra la historia de los tres.
Al dejar el baloncesto profesional por primera vez en 2010, Rush grabó una canción en el estilo rhythm and blues, la cual sería luego la base de su álbum The Rebirth of the Renaissance Man de 2015. También creó la marca Gentleman Brand para diseñar y comercializar ropa y accesorios masculinos, e invento y patentó un morral y un aparato para hacer ejercicios.
En 2019 participó de la undécima temporada del programa de entretenimiento deportivo American Ninja Warrior, pero no avanzó a las finales al no completar la pista de obstáculos en la que compitió.

### Alumni Basketball League
En el verano de 2018 participó junto a su hermano Brandon del evento Rivalry Renewed, un partido entre exjugadores de los Missouri Tigers y los Kansas Jayhawks, destinado a explotar la histórica rivalidad deportiva entre ambos equipos -apodada como "The Border War"- para donar la recaudación a obras de caridad. La buena recepción del evento despertó en Rush la idea de crear una liga profesional de verano pensada para que diversos jugadores regresen a sus antiguos equipos universitarios y compitan entre ellos, buscando captar la atención de los aficionados de dichas universidades. La iniciativa, que no cuenta con el aval de la NCAA, se materializó recién en 2022, y no está emparentada a la Basketball Alumni Legends League, una organización similar que operó en 2012.